# 프랭크 마셜 데이비스
프랭크 마셜 데이비스(Frank Marshall Davis, 1905년 - 1987년)는 미국의 작가, 시인, 언론인, 사회운동가, 사회주의자이다. 버락 오바마의 외할아버지인 스탠리 아머 던햄의 절친한 친구였고, 스탠리 앤 던햄의 첫 연인이기도 했다.
오랜 친구인 스탠리 아머 던햄의 딸인 스탠리 앤 던햄과 잠깐 연인이기도 했다. 후일 미국내 보수 세력은 그가 잠깐 앤 던햄과 연인이었던 점을 근거로 버락 오바마의 생부가 프랭클린이라고 비난하나 이는 근거없는 비난으로 취급된다.

## 같이 보기
- 스탠리 아머 던햄
- 스탠리 앤 던햄
- 마릴린 먼로
- 버락 오바마 1세
- 롤로 소에토로
- 버락 오바마